# Pirrolisina
La pirrolisina és un aminoàcid genèticament codificat que es presenta de manera natural i que fan servir en enzims que són part del seu metabolisme, alguns organismes archaea metanogènics, (també se sap que el té un bacteri), Aquests organismes són productors de metà. És similar a la lisina, però la pirolisina també té un anell de pirrolina. Forma part d'un codi genètic inusual entre els éssers vius. La pirrolisina està produïda per un tRNA específic. És considerat el 22è aminoàcid proteinogènic.